# Gihuzu
Gihuzu är ett periodiskt vattendrag i Burundi.   Det ligger i provinsen Muyinga, i den nordöstra delen av landet, 150 kilometer nordost om huvudstaden Bujumbura.
Omgivningarna runt Gihuzu är huvudsakligen savann. Runt Gihuzu är det ganska tätbefolkat, med 93 invånare per kvadratkilometer.